# Aridices
Aridices (en grec antic: Ἀριδείκης, llatí: Aridīcēs) fou un pintor de l'antiga Grècia natural de Corint. Va ser un dels dos primers artistes de la pintura que van practicar el monograma, juntament amb Telefanes de Sició.
Segons Plini el Vell (XXXV, 5), Aridices i Telèfanes van practicar el monograma dibuixant-ne el contorn, però sense color a l'interior. Diu que, més endavant, aquest estil, en la seva forma més primitiva, va ser inventat per Fílocles, un egipci, o per Cleantes de Corint, i que Aridices i Telèfanes només el van perfeccionar afegint línies a l'interior (spargentes lineas intus).